# 사신탕
사신탕(四神湯, 민난어: sù-sîn-thng 수신틍, 중국어 정체자: 四神湯, 간체자: 四神汤, 병음: sìshén tāng 쓰선탕[*])은 타이완의 국물 요리이다. 마, 가시연밥(감실), 연밥, 복령을 주재료로 만든다.

## 같이 보기
- 사물탕